# Acondroplasia
L'acondroplasia è un disordine ereditario autosomico dominante a penetranza completa, letale allo stato omozigote, nonché la prima causa di nanismo di tipo sproporzionato. La patologia colpisce solo gli arti (braccia e gambe) che crescono notevolmente meno rispetto al resto del corpo.
Un'alta percentuale dei malati sopravvive solo pochi giorni o nasce morta. L'aspettativa di vita di chi supera i primi giorni è piuttosto lunga. L'altezza da adulti raggiunge circa i 140 cm. Senza trattamento, l'altezza media di un maschio adulto affetto da acondroplasia è di 131 centimetri e l'altezza media per le femmine adulte è di 124 centimetri.
Tale condizione può portare anche all'ernia del disco e successiva paraplegia acuta.
È una condizione che può interessare anche altre specie animali.

## Epidemiologia
È una malattia rara che colpisce in media un individuo ogni 25 000, tra quelli che sopravvivono al parto.

## Sintomatologia
I segni clinici, quasi tutti riconducibili ad una malformazione visibile, sono l'andatura altalenante, diminuzione del movimento delle articolazioni, bozze frontali, iperlordosi lombare, inarcamento delle estremità.

## Eziologia
La malattia è dovuta ad una mutazione del gene FGFR3, situato al livello del cromosoma 4, mappatura (4p16.3). L'allele responsabile è letale allo stato omozigote.
FGFR3 (Fibroblast Growth Factor Receptor 3) codifica per un recettore espresso sulle cellule del connettivo. Il recettore, attivato, inibisce la crescita ossea. L'allele mutante differisce per una sostituzione della glicina in posizione 380 con l'arginina, che induce la formazione di un recettore iperattivo, dal momento che l'ingombro sterico della catena laterale dell'arginina impedisce il ripiegamento della proteina, inducendo lo stato attivo stazionario.
Nella maggioranza dei casi le persone che diventano affette da tale malattia nascono in famiglie dove non si riscontrano precedenti casi di anomalie simili (mutazioni de novo), mentre le nuove mutazioni del gene potrebbero essere collegate all'aumento dell'età paterna.

## Terapia
Per i casi più gravi è importante l'osteotomia, mentre negli altri casi è utile l'uso della somatotropina (ormone della crescita).

## Curiosità
Attori affetti da questa condizione sono:
- Jason Acuña, attore e stunt man star di Jackass
- David Rappaport
- Peter Dinklage, attore della serie tv Il Trono di Spade (Tyrion Lannister)
- Tony Cox
- Mimie Mathy, attrice della serie televisiva Joséphine, ange gardien
- Kenny Baker
- Josh Ryan Evans, interprete del  Grinch da bambino